# Yang Yang (sportiv)
Yang Yang (n. 24 august 1976, Tangyuan County⁠(d), Heilongjiang, Republica Populară Chineză) este o sportivă ce a reprezentat Republica Populară Chineză, medaliată olimpică. A participat la 3 ediții ale Jocurilor Olimpice (1998, 2002, 2006) în care a câștigat două medalii de aur, două medalii de argint și o medalie de bronz.